# Automeris
Automeris is een geslacht van vlinders uit de familie van de nachtpauwogen (Saturniidae).
De typesoort is Phalaena janus Cramer, 1775.
Automeris-soorten komen uitsluitend voor in de Nieuwe Wereld.

## Soorten
| - Automeris abdominalis (R. Felder & Rogenhofer, 1874) - Automeris adusta Hoffmann, 1942 - Automeris ahuitzotli Lemaire & Wolfe, 1993 - Automeris alticarchensis Brechlin, Meister & Käch, 2013 - Automeris alticola Lemaire, 1975 - Automeris amanda Schaus, 1900 - Automeris amoena (Boisduval, 1875) - Automeris andicola Bouvier, 1930 - Automeris annulata Schaus, 1906 - Automeris argentifera Lemaire, 1966 - Automeris arminia (Stoll, 1781) - Automeris atrolimbata Lemaire, 2002 - Automeris averna Druce, 1886 - Automeris balachowskyi Lemaire, 1966 - Automeris banus (Boisduval, 1875) - Automeris basalis (Walker, 1855) - Automeris beckeri (Herrich-Schäffer, 1856) - Automeris belti Druce, 1886 - Automeris beutelspacheri Lemaire, 2002 - Automeris bilinea (Walker, 1855) - Automeris boops (R. Felder & Rogenhofer, 1874) - Automeris boucardi Druce, 1886 - Automeris boudinoti Lemaire, 1982 - Automeris boudinotiana Lemaire, 1986 - Automeris castrensis Schaus, 1898 - Automeris caucensis Lemaire, 1976 - Automeris cecrops (Boisduval, 1875) - Automeris celata Lemaire, 1969 - Automeris chacona Draudt, 1929 - Automeris chaconoides Brechlin & Meister, 2008 - Automeris cinctistriga (R. Felder & Rogenhofer, 1874) - Automeris claryi Naumann, Brosch & Wenczel, 2005 - Automeris cochabambae Lemaire, 1971 - Automeris colenon Dyar, 1912 - Automeris complicata (Walker, 1855) - Automeris coresus Boisduval, 1859 - Automeris cryptica Dognin, 1911 - Automeris curvilinea Schaus, 1906 - Automeris dandemon Dyar, 1912 - Automeris daudiana Druce, 1894 - Automeris denhezorum Lemaire, 1966 - Automeris denticulata Conte, 1906 - Automeris descimoni Lemaire, 1972 - Automeris despicata Draudt, 1929 - Automeris diavolanda Naumann, Brosch & Wenczel, 2005 - Automeris doelfi Brechlin, Meister & Käch, 2011 - Automeris dognini Lemaire, 1967 - Automeris duchartrei Bouvier, 1936 - Automeris egeus (Cramer, 1775) - Automeris elenensis Lemaire, 2002 - Automeris eogena (R. Felder & Rogenhofer, 1874) - Automeris equatorialis Bouvier, 1936 - Automeris escalantei Lemaire, 1969 - Automeris excreta Draudt, 1929 - Automeris exigua Lemaire, 1977 - Automeris falco Jordan, 1910 - Automeris fieldi Lemaire, 1969 - Automeris fletcheri Lemaire, 1966 - Automeris gabriellae Lemaire, 1966 - Automeris gadouae Lemaire, 1966 - Automeris godartii (Boisduval, 1875) - Automeris goiasensis Lemaire, 1977 - Automeris goodsoni Lemaire, 1966 - Automeris grammodes Jordan, 1910 - Automeris granulosa Conte, 1906 - Automeris hamata Schaus, 1906 - Automeris harrisorum Lemaire, 1967 - Automeris haxairei Herbin, 2003 - Automeris heppneri Lemaire, 1982 - Automeris hesselorum Ferguson, 1972 - Automeris huascari Brechlin, Meister & Käch, 2013 - Automeris iguaquensis Lemaire & Amarillo, 1992 - Automeris illustris (Walker, 1855) - Automeris incarnata (Walker, 1865) - Automeris innoxia Schaus, 1906 - Automeris inornata (Walker, 1855) - Automeris io (Fabricius, 1775) - Automeris iris (Walker, 1865) - Automeris janus (Cramer, 1775) - Automeris jivaros Dognin, 1890 - Automeris jucunda (Cramer, 1779) - Automeris jucundoides Schaus, 1906 - Automeris kopturae Lemaire, 1982 - Automeris labriquei Naumann, Brosch & Wenczel, 2005 - Automeris lachaumei Lemaire, 2002 - Automeris larra (Walker, 1855) | - Automeris latenigra Lemaire, 1967 - Automeris lauroia Oiticica Filho, 1965 - Automeris lauta F. Johnson & Michener, 1948 - Automeris lecourti Decaens & Herbin, 2002 - Automeris lemairei Beutelspacher, 1990 - Automeris lemensis Lemaire, 1972 - Automeris liberia (Cramer, 1780) - Automeris lichyi Lemaire, 1966 - Automeris lilith Strecker, 1878 - Automeris limpida Lemaire, 1966 - Automeris louisiana Ferguson & Brou, 1981 - Automeris macphaili Schaus, 1921 - Automeris maeonia (Druce, 1897) - Automeris manantlanensis Balcazar, 2000 - Automeris margaritae Lemaire, 1967 - Automeris masti Lemaire, 1972 - Automeris melanops (Walker, 1865) - Automeris melmon Dyar, 1912 - Automeris meridionalis Bouvier, 1934 - Automeris metzli (Salle, 1853) - Automeris micheneri Lemaire, 1966 - Automeris michoacana Balcazar, 2000 - Automeris midea (Maassen & Weyding, 1885) - Automeris moloneyi Druce, 1897 - Automeris montezuma (Boisduval, 1875) - Automeris moresca Schaus, 1906 - Automeris muscula (Vuillot, 1892) - Automeris napoensis Lemaire, 2002 - Automeris naranja Schaus, 1898 - Automeris nebulosa Conte, 1906 - Automeris neomexicana Barnes & Benjamin, 1922 - Automeris niepelti Draudt, 1929 - Automeris nopaltzin Schaus, 1892 - Automeris nubila (Walker, 1855) - Automeris oaxacensis Lemaire, 2002 - Automeris oberthurii (Boisduval, 1875) - Automeris oiticicai Lemaire, 1966 - Automeris orestes (Boisduval, 1875) - Automeris ovalina Conte, 1906 - Automeris pallidior Draudt, 1929 - Automeris pamina Neumoegen, 1882 - Automeris paramaculata Lemaire, 1966 - Automeris patagoniensis Lemaire, M.J. Smith & Wolfe, 1992 - Automeris peigleri Lemaire, 1981 - Automeris pernambucensis Lemaire, 1973 - Automeris phrynon Druce, 1897 - Automeris pichinchensis Lemaire, 1976 - Automeris pomifera Schaus, 1906 - Automeris postalbida Schaus, 1900 - Automeris praemargaritae Lemaire, 2002 - Automeris proximus Conte, 1906 - Automeris randa Druce, 1894 - Automeris rectilinea Bouvier, 1927 - Automeris rostralis Lemaire, 2002 - Automeris rotunda Lemaire, 1971 - Automeris rougeoti Lemaire, 1967 - Automeris rubrescens Walker, 1855 - Automeris schwartzi Lemaire, 1967 - Automeris stacieae Lemaire & Wolfe, 1993 - Automeris styx Lemaire, 1982 - Automeris submacula (Walker, 1855) - Automeris subobscura Weymer, 1909 - Automeris subpictus Dognin, 1923 - Automeris suteri Naumann, Brosch & Wenczel, 2005 - Automeris sylviae Decaens, 2005 - Automeris tamphilus Schaus, 1892 - Automeris tamsi Lemaire, 1966 - Automeris tatiae Naumann, Brosch & Wenczel, 2005 - Automeris texana Barnes & Benjamin, 1922 - Automeris themis Dognin, 1919 - Automeris thyreon Dyar, 1912 - Automeris tridens Herrich-Schäffer, 1855 - Automeris tristis (Boisduval, 1875) - Automeris tucumana Bouvier, 1930 - Automeris umbrosa Weymer, 1906 - Automeris umbrosa Weymer, 1906 - Automeris violascens Maassen & Weyding, 1885 - Automeris vomona Schaus, 1906 - Automeris watsoni Lemaire, 1966 - Automeris wayampi Lemaire & Beneluz, 2002 - Automeris windiana Lemaire, 1972 - Automeris zaruma Schaus, 1914 - Automeris zephyria (Grote, 1882) - Automeris zozine Druce, 1886 - Automeris zugana Druce, 1886 - Automeris zurobara Druce, 1886 |